# Гусейнов, Али Наджаф оглы
Али Наджаф оглы Гусейнов (азерб. Əli Nəcəf oğlu Hüseynov; 1918 — 12 февраля 1987) — гвардии младший сержант РККА. Награждён орденом Отечественной войны 1-й степени, орденом Красной Звезды, медалями. Полный кавалер Ордена Славы.

## Биография
Родился в 1918 году в селе Дастер, Ленкоранского уезда, в семье крестьянина. По национальности талыш. Окончил 8 классов, работал счетоводом в колхозе.
25 сентября 1939 года был призван Лерикским РВК в ряды РККА. Служил в артиллерии. С первых дней войны был наводчиком орудия. В составе 63-й стрелковой дивизии участвовал в Сталинградском сражении. Отличился в разгроме вражеской группировки в районе Распопинской. Все номера расчёта были награждены, Гусейнов получил медаль «За отвагу». 
В первой же день Курской битвы был легко ранен. Участвовал в боях под Прохоровкой. В это же решает вступить в КПСС. Продвигаясь в боевых порядках стрелковых подразделений, освобождал Украину, Прибалтику, Польшу. 
17 июля 1944 года расчёт гвардии ефрейтора Гусейнова весь день действовал в боевых порядках стрелковой роты. Артиллеристы прямой наводкой уничтожили два станковых и три ручных пулемёта, истребили и рассеяли больше взвода вражеских солдат. Гусейнов в этом бою был ранен, но строй не покинул. Приказом 25 августа 1944 года Гусейнов Али Наджаф оглы был награждён орденом Славы 3-й степени. 
16 сентября 1944 года в наступательных боях в районе населённого пункта Курвисте (10 км северо-восточнее города Валга, Эстония) расчёт Гусейнова прямой наводкой уничтожил 4 станковых и 3 ручных пулемёта, одно 75-миллиметровое орудие, подавил огонь вражеской миномётной батареи и истребил до взвода пехоты. Приказом от 5 ноября 1944 года гвардии младший сержант награждён орденом Славы 2-й степени. 
В Берлинской наступательной операции 52-я гвардейская стрелковая дивизия входила в состав 3-й ударной армии, штурмовавшей Берлин с севера. 23 апреля в районе парка Гумбольдт-Хай фашисты оказали особенно упорное сопротивление. Гусейнов и его товарищи по расчёту выкатили пушку на прямую наводку и вступили в единоборство с вражескими силами. Гусейнов вместе с Петром Ситниковым подбили 2 танка, уничтожили три пулемёта и около двух десятков гитлеровцев. За образцовое выполнение заданий командования в боях с немецко-фашистскими захватчиками гвардии младший сержант Гусейнов Али Наджаф оглы награждён орденом Славы 1-й степени.
После демобилизации в 1945 году вернулся на родину. Отучился в средней школе, 9 лет работал председателем колхоза, затем более 20 лет — председателем сельского совета. Скончался 12 февраля 1987 года.